# Rovigo
Rovigo er en italiensk by (og kommune) i regionen Veneto i Italien, med omkring 49.985(2023) indbyggere. 